# Ladytron
Ladytron es un grupo contemporáneo de electropop británico. Se formaron en Liverpool en 1999. El grupo está formado por Helen Marnie (vocalista, sintetizadores), Mira Aroyo (vocalista, sintetizadores), Daniel Hunt (sintetizadores, guitarra eléctrica, voz) y Reuben Wu (sintetizadores). Su nombre viene de una canción de Roxy Music de 1972.

## Historia
Los productores y DJs de Liverpool Daniel Hunt y Reuben Wu se conocieron en la década de 1990. Hunt también fundó el sello discográfico independiente Invicta Hi-Fi y una discoteca. Wu se graduó en 1997 en diseño industrial por la Sheffield Hallam University, ejerciendo su profesión hasta que, alrededor de 2002, se centra definitivamente en la banda.
Usando el apodo de Ladytron, grabaron el sencillo de debut He Took Her to a Movie, por 50 libras esterlinas con la cantante invitada Lisa Eriksson (que más tarde integró la banda Techno Squirrels). Esta canción fue lanzada en 1999 y se convirtió en el sencillo de la semana según NME. Más tarde, se unieron al grupo Helen Marnie y Mira Aroyo como vocalistas y tecladistas. Marnie estudió Licenciatura en Artes en la Universidad de Liverpool y Aroyo era Licenciada en Bioquímica por la Universidad de Oxford.
Han producido remezclas para muchos artistas, incluyendo David Gahan, Goldfrapp, Apoptygma Berzerk, Placebo, Blondie, Gang of Four, Christina Aguilera, Bloc Party, Kings of Convenience, Indochine, She Wants Revenge, Simian, Nine Inch Nails, SONOIO y Soulwax.

## Estilo

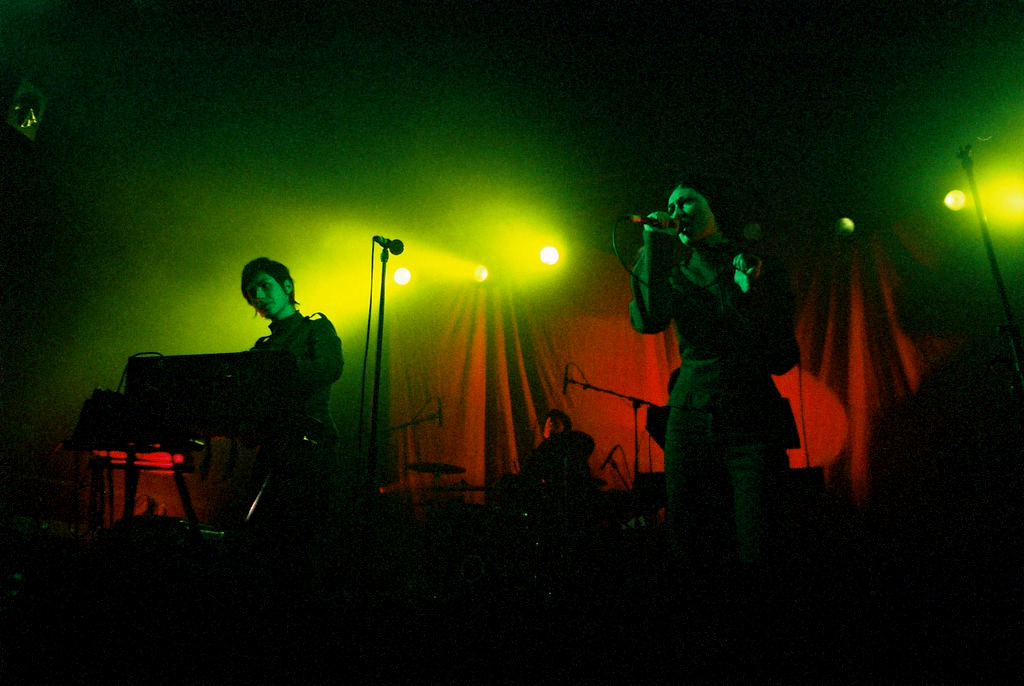
Ladytron en una actuación musical en Londres, año 2003.

Su sonido mezcla electropop con la New Wave y los elementos de shoegazing. Ladytron describe su sonido como pop electrónico. Se centraron en un equilibrio entre las estructuras del pop y sonidos experimentales.
Sus letras, la mayoría de las cuales son en inglés, son muy oscuras en el sentido que a veces son difíciles de contextualizar, además de algunas canciones en búlgaro escritas por Mira Aroyo, nacida en Bulgaria.

## Conciertos
Ladytron ha realizado giras desde el lanzamiento de su segundo álbum, Light & Magic. Daniel Hunt, Mira Arroyo y Reuben Wu también tienen sesiones de DJ en clubes y eventos en todo el mundo.
Las bandas para abrir a Ladytron en sus giras incluyen Simian, The Presets, Client, CSS, Asobi Seksu, Mount Sims, Crocodiles, Franz Ferdinand, SONOIO, VHS or Beta y Geographer.
Ladytron han abierto para otros artistas como Soulwax, Goldfrapp o Nine Inch Nails.

## Discografía

### Álbumes

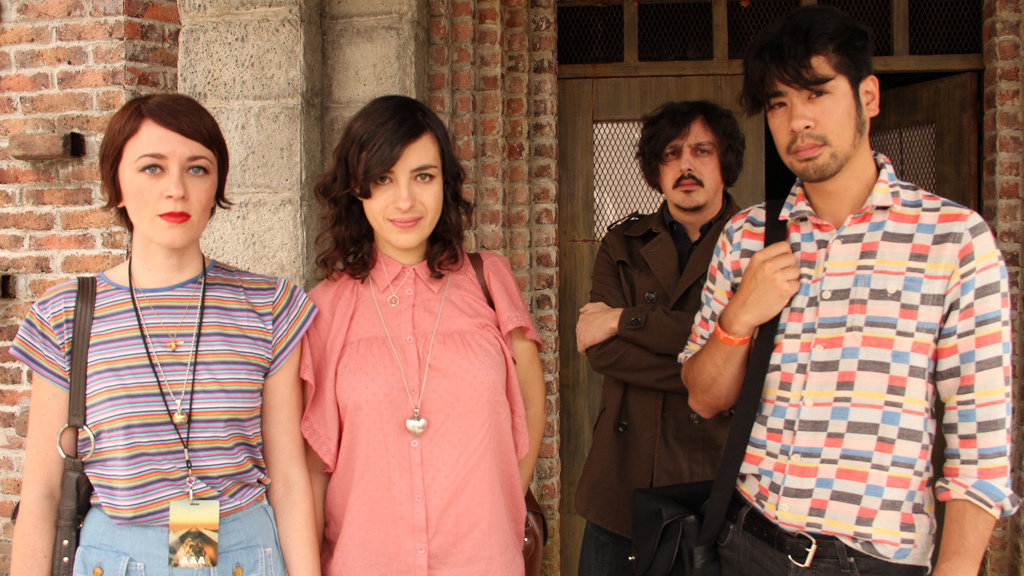
Helen Marnie, Mira Aroyo, Daniel Hunt y Reuben Wu, en México, año 2011.

- 604 (2001).
- Light & Magic (2002).
- Witching Hour (2005).
- Velocifero (2008).
- Gravity the Seducer (2011).
- Ladytron (2019).
- Time’s Arrow (2023).

### Recopilaciones
- Softcore Jukebox (2003).
- Best of 00–10 (2011).
- Best of Remixes (2011).

### Álbumes en directo
- Live at London Astoria 16.07.08 (2009).

### Álbumes con remezclas
- 604 (Remixed & Rare) (2009).
- Light & Magic (Remixed & Rare) (2009).
- Witching Hour (Remixed & Rare) (2009).
- Velocifero (Remixed & Rare) (2009).
- Gravity The Seducer (Remixed) (2013).

### EP
- Miss Black and Her Friends (1999).
- Mu-Tron EP (2000).
- Extended Play (2006).
- The Harmonium Sessions (2006).

### Sencillos
- He Took Her to a Movie (1999).
- Playgirl (2000).
- Commodore Rock (2000).
- The Way That I Found You (2001).
- Seventeen (2002).
- Evil (2003).
- Blue Jeans (2003).
- Sugar (2005).
- Destroy Everything You Touch (2005).
- Ghosts (2008).
- Runaway (2008).
- Tomorrow (2009).
- Ace of Hz (2010).
- White Elephant (2011).
- Ambulances (2011).
- Mirage (2011).
- The Animals (2019).